# Sehsüchte
Sehsüchte ist ein internationales Studierendenfilmfestival. Es findet jährlich im Frühling in der Medienstadt Babelsberg der brandenburgischen Landeshauptstadt Potsdam statt.

## Geschichte
Von 1972 an wurden auf dem damaligen DEFA-Gelände in Babelsberg die FDJ-Studentenfilmtage der Hochschule für Film und Fernsehen „Konrad Wolf“ Potsdam-Babelsberg (HFF) abgehalten, die jedoch nach der Wende eingestellt wurden. Nach kurzer Unterbrechung wurde das Filmfest 1995 von Studenten des Studiengangs „Audiovisuelle Medienwissenschaften“ unter dem Namen Sehsüchte erneuert. Heute ist der Masterstudiengang „Medienwissenschaft“ in der Organisation federführend und wird durch den Bachelorstudiengang „Digitale Medienkultur“ und weitere Studiengänge unterstützt.

## Festival
Jährlich werden über 100 Kurz- und Langfilme der Kategorien Spiel-, Dokumentar-, Genre- und Animationsfilm sowie Musikvideos und Kinderfilme gezeigt. Mit im Programm dabei, sind immer auch zahlreiche Filme aus dem europäischen In- und Ausland. Im Jahr 2018 beinhaltete das Programm Projekte aus 30 Ländern. Eine mit prominenten Filmemachern und Filmexperten besetzte Jury prämiert die besten Werke in den jeweiligen Kategorien.
Ziel der Festivalorganisatoren ist es, dem internationalen Filmnachwuchs ein Forum für seine Filme und Geschichten zu bieten sowie den Austausch untereinander als auch mit Professionellen aus der Film- und Medienbranche und dem Publikum zu fördern. Besonders letzteres unterstreicht, dass Sehsüchte immer auch eine Publikumsveranstaltung mit engem Kontakt zwischen Zuschauern und Filmschaffenden ist. Jährlich kommen bis zu 5000 Filminteressierte, Fachbesucher und Journalisten zu dem mehrtägigen Festival. Als Spielstätten innerhalb der Medienstadt Babelsberg dienen die Kinos der Filmuniversität sowie das fx.center auf dem Gelände von Studio Babelsberg, dem ältesten Großatelier-Filmstudio der Welt. Seit 2017 widmet das Festival einen Showcase jeweils einer der Partneruniversitäten aus dem internationalen Ausland.

## Wettbewerb
Der internationale Wettbewerb gliedert sich in die Bereiche „Spielfilm“, „Kurzspielfilm“, „Dokumentarfilm“, „Genrefilm“, „Animation“, „Musikvideo“, „Produktion“, „Future: Kids“ und „Future: Teens“ für welche die jeweiligen Filme nominiert werden. Die Jury bewertet die Filme grundsätzlich nicht nach vorab festgelegten Kriterien – Ästhetik, Narration und Originalität spielen entscheidende Rollen. Eine Ausnahme stellt die Sektion „Produktion“ dar. Hier wird das Management und die Finanzierung der Filmproduktion bewertet.
Während in allen Wettbewerbssektionen eine Fachjury bzw. eine Kinder- und Jugendjury den Sieger kürt, wird der Musikvideopreis 2017 als Publikumspreis vergeben.
„Schreibsüchte“ ist im Gegensatz zu den übrigen Kategorien ein ausschließlich deutschsprachiger Wettbewerb. Hier wird die Arbeit von Autoren und Projektentwicklern in den Kategorien „Drehbuchpreis“ und „Pitch“ gewürdigt und jeweils das vielversprechendste Projekt ausgezeichnet. Schreibfertigkeit, dramaturgischer Gestaltung und Einfallsreichtum sind primär ausschlaggebend, die Umsetzbarkeit kann sekundär sein.
In der Vergangenheit wurden außerdem folgende Preise verliehen:
- Preis gegen Ausgrenzung (2003–2005[3][4][5], 2008–2010[6][7][8])
- Innovationspreis (2003–2005[3][4][5])
- Schnittpreis (2003–2005[3][4][5], 2008–2015[6][7][8][9][10][11][12][13])
- Kamerapreis (2005[5], 2008–2010[6][7][8], 2012[10], 2013[11])
- Deutscher Nachwuchsfilmpreis (2005[5], 2008[6], 2009[7])
- Schauspielpreis (2008[6], 2010–2012[8][9][10], 2014[12], 2015[14])
- Fokus-Dialog-Preis (2008–2010[6][7][8], 2012[10], 2013[11])
- Start-Up-Preis (2010[8])
- Soundpreis (2015[14])

## Motto
Der Sehsüchte Fokus rückt jährlich ein geografisches oder sozio-kulturelles Thema ins Zentrum des Festivals, um auf dieses größere Aufmerksamkeit zu lenken, es neu und anders zu entdecken. 2003 stand ganz im Schatten des 11. Septembers, die USA, Naher Osten und Krieg waren die Schwerpunkte. 2005 wurde die Fokus-Reihe dann mit dem Blick auf das Chinesische Kino endgültig fest im Programm etabliert. Unter dem Motto „Sehsüchte im Goldrausch“ widmete sich das Studierendenfilmfestival dem russischen Kino. 2009 richtete sich der Blick auf den Indischen Subkontinent, 2010 stand Südafrika und 2011 die Türkei als Land im Fokus. Im Jahr 2012 drehte es sich dann erstmals nicht um eine Region, sondern mit „Nachhaltigkeit“ um einen Begriff. Im Jahr 2013 stellten die Studierenden den „Exzess“ in den Fokus und beim Sehsüchte-Festival 2014 drehte sich alles um „Transit“. 2015 besann sich Sehsüchte mit dem Fokus-Thema „Echo“ auf seine Funktion als Publikumsfestival, um den Austausch zwischen Filmemachern und dem Publikum zu stärken. Für 2016 wurde das Motto „S.P.A.C.E.“ ausgewählt und passend dazu die neue Wettbewerbskategorie „Genrefilm“ geschaffen. Der Oberbegriff für das Film- und Rahmenprogramm des Festivals 2017 lautete „surfaces“. Im Jahr 2018 war es „metamorphosis“ und 2019 werden die Filme unter dem Motto „explore:“ präsentiert.

## Retrospektive
Als die HFF 2004 50-jähriges Bestehen feiert wird die Retrospektive als Rückblick auf in dieser Zeit entstandene Studierendenfilme eingeführt. 2009 konnte sich die Retrospektive mit der Rück- und Werkschau auf Andreas Dresen vor dem Hintergrund des Mauerfalls etablieren. 2010 widmete sich diese historische Filmreihe dem Werk von Hans-Christian Schmid. Im Jahr 2011 zeigte Sehsüchte mehrere Filme von Wim Wenders, unter anderem sein Werk Pina in 3D, und 2012 widmete sich die Retrospektive gleich zwei Filmschaffenden, die auf den ersten Blick nicht unterschiedlicher sein könnten: Der deutschen Regisseurin, Schriftstellerin und Produzentin Doris Dörrie und dem deutschen Splatter-Spezialisten, Autor und Filmkritiker Jörg Buttgereit. 2013 wird die Retrospektive begrifflich neu durchleuchtet und um eine spielerische Futurospektive ergänzt. Dabei ging es erstmals nicht um die Werkschau eines bestimmten Künstlers, sondern darum, wie Filmemacher in der Vergangenheit und in der Gegenwart innovative Formen des Filmemachens entwickelt und vorangetrieben haben.
In den Jahren 2015 und 2016 verschwand die Retrospektive aus dem Festivalprogramm, bevor sie nun 2017 wieder zurückgeholt wird. Anlass hierfür war der Wunsch der Masterstudierenden des Studiengangs Medienwissenschaft Kommilitonen benachbarter Studiengänge enger in die Festivalorganisation einzubeziehen. So wird die Retrospektive seit 2017 von Studierenden des Masterstudiengangs „Filmkulturerbe“ in Eigenregie kuratiert.

## Juroren
Die Gewinnerfilme der einzelnen Wettbewerbskategorien werden von je eigenen Fachjurys ausgewählt. Diese Jurys werden jedes Jahr neu aus erfahrenen Filmschaffenden und Experten aus der Medienbranche zusammensetzt.

### Auswahl (ab 2001)
| Jahr | Juroren | Sektion                                                                                                  |
| ---- | --- | --- |
| 2001 | Hannes Jaenicke Kerstin Stutterheim Hayo Freitag Kathrin Lemme                                                                                         | Spielfilm Dokumentarfilm Animationsfilm Produktion                                                       |
| 2002 | Dani Levy Volker Koepp Sabrina Wanie Mathias Schwerbrock Bettina Gries                                                                                 | Spielfilm Dokumentarfilm Animationsfilm Produktion Drehbuch                                              |
| 2003 | Conny Walther Thomas Heise Jochen Ehmann Uschi Reich Cooky Ziesche                                                                                     | Spielfilm Dokumentarfilm Animationsfilm Produktion Drehbuch                                              |
| 2004 | Axel Prahl Sandra Jakisch Gabor Steisinger Claus Boje Wenka von Mikulicz                                                                               | Spielfilm Dokumentarfilm Animationsfilm Produktion Drehbuch                                              |
| 2005 | Ulrich Matthes Leszek Dawid Matthias Schellenberg Alexander Thies Sabine Holtgreve Joern Heitmann                                                      | Spielfilm Dokumentarfilm Animationsfilm Produktion Drehbuch Musikvideo                                   |
| 2006 | Sven Budelmann Pepe Danquart Raimund Krumme Oliver Berben Michael Töteberg Gabriel Hageni                                                              | Spielfilm Dokumentarfilm Animationsfilm Produktion Drehbuch Fokus                                        |
| 2007 | | |
| 2008 | | |
| 2009 | Oli Weiss Niko Apel Fursy Teyssier Janine Jackowski Zoran Bihac Manzar Sehbai                                                                          | Spielfilm Dokumentarfilm Animationsfilm Produktion Musikvideo Fokus                                      |
| 2010 | Fred Kelemen Christian Beetz Michel Sounvignier Jürgen Seidler Sven Bollinger Michael Hammon                                                           | Spielfilm Dokumentarfilm Produktion Drehbuch Musikvideo Fokus                                            |
| 2011 | Peter R. Adam Sylvie Banuls Harald Siepermann Christoph Müller Christian Becker Eva-Maria Fahmüller Nikolaj Georgiew Volkan Özcan                      | Spielfilm Dokumentarfilm Animationsfilm Produktion Drehbuch Pitch Musikvideo Fokus                       |
| 2012 | Nora Tschirner Axel Engstfeld Robert Blalack Stefan Gieren Heide Schwochow Axel Bosse Valentin Thurn                                                   | Spielfilm Dokumentarfilm Animationsfilm Produktion Drehbuch Musikvideo Fokus                             |
| 2013 | Marc Rothemund Andreas Dresen David Sieveking Sol Bondy Isolde Schmitt-Menzel Jan Köppen                                                               | Spielfilm Kurzfilm Dokumentarfilm Produktion Animationsfilm Musikvideo                                   |
| 2014 | Dominic Raacke Friedrich Mücke Marcus Winterbauer Thomas Stellmach Alexander Wadouh Nicole Armbruster Jörg Winger Christian Larson Phillip-Müller Dorn | Spielfilm Kurzfilm Dokumentarfilm Animationsfilm Produktion Drehbuch Pitch Musikvideo Fokus              |
| 2015 | Henriette Confurius Maximilian Mauff Antje Boehmert Sandra Schießl Tanja Ziegler Gunther Eschke Niels Münter Lajos Wienkamp-Marques                    | Spielfilm Kurzfilm Dokumentarfilm Animationsfilm Produktion Drehbuch Musikvideo Sound                    |
| 2016 | Frederic Jaeger Dustin Loose Frauke Sandig Kerstin Meyer-Beetz Victor Orozco Ramirez Alexandra Staib Jan Martin Scharf Marion Bott Melbeatz            | Spielfilm Kurzfilm Dokumentarfilm Kurzdokumentarfilm Animationsfilm Produktion Drehbuch Pitch Musikvideo |

## Kritiken und Auszeichnungen
Sehsüchte ist am Abend des 17. Novembers 2010 mit dem Potsdamer Kongress-Preis in der Kategorie „regelmäßig wiederkehrende Veranstaltungen“ ausgezeichnet worden. Der mit einem Preisgeld von 1000 Euro dotierte Preis würdigt Veranstalter aus den Bereichen Wissenschaft, Forschung, Wirtschaft und Kultur, die sich bei der Durchführung von Tagungen und Kongressen in Potsdam als Botschafter der Landeshauptstadt Potsdam verdient gemacht haben.

„Die Preise können sich ebenso sehen lassen wie die Mitglieder der Jurys.“

„Der interkulturelle Austausch zwischen jungen Filmschaffenden, Gästen und Publikum, ein abwechslungsreiches Filmprogramm sowie zahlreiche parallele Veranstaltungen sind Teil des Konzepts, das sehsüchte so einzigartig macht.“

„… ein Rahmenprogramm, bei dessen herzlicher Atmosphäre und Vielfalt keine Wünsche mehr offenbleiben.“

„Eine Stärke, dass sich das Festival jedes Jahr neu erfindet“